# Saint-Priest-la-Vêtre
Saint-Priest-la-Vêtre ist eine französische Gemeinde mit 141 Einwohnern (Stand: 1. Januar 2022) im Département Loire in der Region Auvergne-Rhône-Alpes (vor 2016 Rhône-Alpes). Sie gehört zum Arrondissement Montbrison und zum Kanton Boën-sur-Lignon. Sie grenzt im Nordwesten an Noirétable, im Norden an Vêtre-sur-Anzon mit Saint-Julien-la-Vêtre, im Osten an La Côte - Saint-Didier und im Süden und im Westen an Saint-Jean-la-Vêtre.

## Weblinks

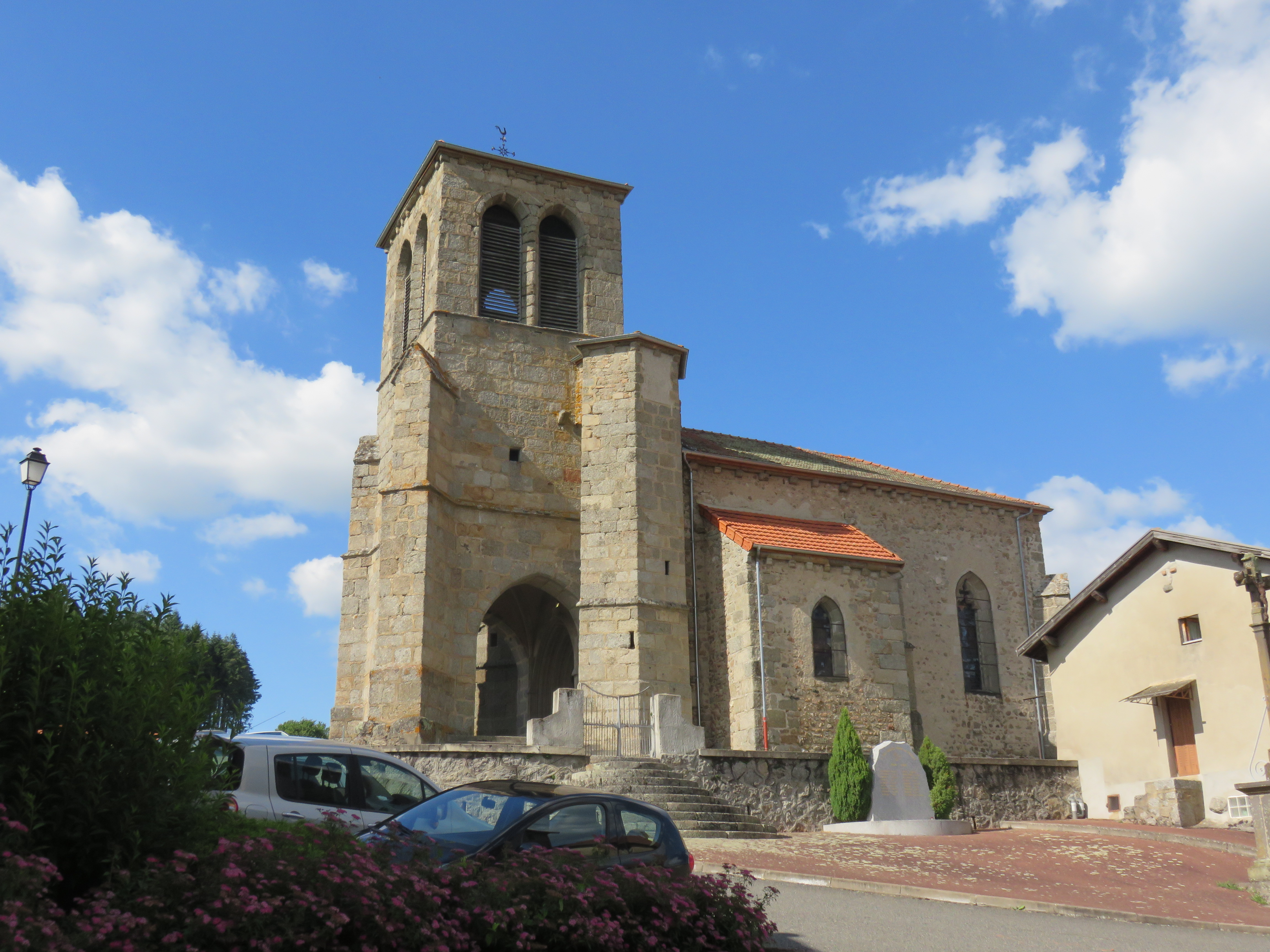
Kirche Saint-Prix

## Bevölkerungsentwicklung
| Jahr                       | 1962 | 1968 | 1975 | 1982 | 1990 | 1999 | 2008 | 2017 |
| -------------------------- | ---- | ---- | ---- | ---- | ---- | ---- | ---- | ---- |
| Einwohner                  | 227  | 204  | 161  | 135  | 120  | 106  | 129  | 148  |
| Quellen: Cassini und INSEE |      |      |      |      |      |      |      |      |

## Sehenswürdigkeiten
- Kirche Saint-Prix